# Griechische Kronjuwelen
Die Griechischen Kronjuwelen sind die Herrschaftsinsignien der Könige des Königreichs Griechenland.
Als Otto von Wittelsbach im Jahr 1832 durch die Großmächte zum König von Griechenland bestimmt wurde, brachte er aus dem persönlichen Schatz der Wittelsbacher eine Krone, ein Zepter und ein Schwert für seine Krönung (nach römisch-katholischem Ritus) nach Griechenland mit. Als er nach Bayern ins Exil ging, nahm er wenigstens die Krone als persönlichen Besitz wieder mit.
Nachdem Otto aus dem Land verbannt wurde, kam in Griechenland mit Georg I. die Dynastie des Hauses Schleswig-Holstein-Sonderburg-Glücksburg an die Macht. Vor seiner Inthronisierung nahm der neue König den griechisch-orthodoxen Glauben an. Nach Otto I. gab es keine Krönungen mehr in Griechenland, da sie als mit Ottos Gottesgnadentum verbunden betrachtet wurden. Stattdessen leistete der jeweilige neue König einen Eid vor dem Parlament. Durch Einheiratungen in das griechische Königshaus kamen weiterhin wertvolle europäische und russische Schmuckstücke, die von Prinzessinnen mitgebracht oder gekauft wurden (Diademe, Colliers etc.) nach Griechenland. Dadurch wuchs der königlich-griechische Juwelenschatz beträchtlich an. Erwähnenswert sind auch die individuellen Heiratskronen der griechischen Herrscherpaare, die nach Byzantinischem Ritus bei der Hochzeit eingesetzt werden.
Schließlich übergab Albrecht von Bayern 1959 den in Bayern befindlichen Teil der Kronjuwelen von Otto an König Paul und sie kehrten so nach Griechenland zurück. Nach der Einführung der Griechischen Republik blieben alle offiziellen Krönungsinsignien in Athen. Einen Großteil des privaten Schmucks nahm die königliche Familie mit ins Exil. Bei Restaurierungsarbeiten im griechischen Königs-Sommerpalast Tatoi entdeckten im Juli 2023 Mitarbeiter des Kulturministeriums die seit der Revolution verschollenen Insignien König Ottos. Für das Kulturministerium war es ein überraschender Fund. Die Insignien waren aus Gold und verschiedenen Metalllegierungen gefertigt worden. Krone und das Zepter wurden nach Angaben des Kulturministeriums von der berühmten Pariser Goldschmiede Fossin et Fils hergestellt. Sie sollen nach Restaurierung in der Trophäenhalle Eleftherios Venizelos des Parlaments ausgestellt werden.